# Knoxville Challenger 2002
Il Knoxville Challenger 2002 è stato un torneo di tennis facente parte della categoria ATP Challenger Series nell'ambito dell'ATP Challenger Series 2002. Il torneo si è giocato a Knoxville negli Stati Uniti dall'11 al 17 novembre 2002 su campi in cemento indoor.

## Vincitori

### Singolare
Martin Verkerk ha battuto in finale  Mardy Fish con il punteggio di 6–3, 6–4.

### Doppio
Dmitrij Tursunov /  Martin Verkerk hanno battuto in finale  Hugo Armando /  Sergio Roitman con il punteggio di 6–3, 6–4.